# Asobara pumilio
Asobara pumilio är en stekelart som beskrevs av Fischer och Samiuddin 2008. Asobara pumilio ingår i släktet Asobara och familjen bracksteklar. Inga underarter finns listade.